# Campionat d'escacs de les Filipines
El campionat d'escacs de les Filipines és un torneig d'escacs estatal de les Filipines per determinar el campió del país.

## Llista de Campions
| Any     | Campió                               |
| ------- | ------------------------------------ |
| 1908    | Fernando Canon                       |
| 1909-13 | Alvah Johnson                        |
| 1914-21 | Ismael Amado                         |
| 1922-24 | Leopoldo Lafuente                    |
| 1925    | Jose Warren                          |
| 1926    | Datu Alip                            |
| 1927-30 | Adolfo Gutierrez                     |
| 1931    | Ramon Lontoc Jr                      |
| 1932-33 | No es va jugar                       |
| 1934    | Datu Sandangan                       |
| 1935    | Ramon Lontoc Jr                      |
| 1936    | Rogelio Catanjal                     |
| 1937    | Castor Catalbas                      |
| 1938    | Antonio Navarro                      |
| 1939    | William Lucena                       |
| 1940    | Ramon Lontoc Jr                      |
| 1941    | Ramon Lontoc Jr                      |
| 1942    | Max Hoeflein                         |
| 1943    | Antonio Arce                         |
| 1944-45 | No es va jugar                       |
| 1946    | Horacio Tagle                        |
| 1947    | Ramon Lontoc Jr                      |
| 1948    | Antonio Navarro                      |
| 1949    | Ramon Lontoc Jr                      |
| 1950    | Rosendo Bandal Sr                    |
| 1951    | Serafin Alvarez                      |
| 1952    | Jose Pascual                         |
| 1953    | Meliton Borja                        |
| 1954    | No es va jugar                       |
| 1955    | Jose Pascual                         |
| 1956    | Florencio Campomanes Ramon Lontoc Jr |
| 1957    | Meliton Borja                        |
| 1958    | Ramon Lontoc Jr                      |
| 1959    | Jose Pascual                         |
| 1960    | Florencio Campomanes                 |
| 1961    | Rosendo Balinas                      |
| 1963    | Rosendo Tan Cardoso                  |
| 1964    | Rosendo Balinas                      |
| 1965    | Renato Naranja                       |
| 1966    | Rosendo Balinas                      |
| 1967    | Renato Naranja                       |
| 1970    | Eugenio Torre                        |
| 1971    | Rosendo Balinas                      |
| 1972    | Eugenio Torre                        |
| 1973    | Renato Naranja                       |
| 1974    | Eugenio Torre                        |
| 1976    | Eugenio Torre                        |
| 1990    | Rogelio Antonio                      |
| 1996    | Rogelio Barcenilla                   |
| 1998    | Buenaventura Villamayor              |
| 2001    | Eugenio Torre                        |
| 2002    | Eugenio Torre                        |
| 2004    | Darwin Laylo                         |
| 2006    | Darwin Laylo                         |

## Batalla dels Grans Mestres
Així es denominen des de 2008 les etapes finals dels campionats nacionals oberts i femenins, que se celebren simultàniament. Aquesta és la nòmina de guanyadors:
| Any  | Lloc                | Campió de l'Open   | Campiona femenina  |
| ---- | ------------------- | ------------------ | ------------------ |
| 2008 | Manila              | John Paul Gomez    | Catherine Pereña   |
| 2009 | Dapitan             | Wesley So          | Shercila Cua       |
| 2010 | Tagaytay            | Wesley So          | Rulp Ylem José     |
| 2011 | Manila              | Wesley So          | Rulp Ylem José     |
| 2012 | Kalibo              | Mark Paragua       | catherine Pereña   |
| 2013 | Manila              | John Paul Gomez    | Janelle Mae Frayna |
| 2014 | Manila              | Eugenio Torre      | Catherine Pereña   |
| 2015 | Manila              | Richard Bitoon     | Jan Jodilyn Fronda |
| 2016 | Manila              | Rogelio Antonio Jr | Janelle Mae Frayna |
| 2017 | Manila              | Haridas Pascua     | Bernardette Galas  |
| 2018 | No es va jugar.     |                    |                    |
| 2019 | Quezon              | Rogelio Barcenilla | Jan Jodilyn Fronda |
| 2020 | No es va jugar.     |                    |                    |
| 2021 | Cebu (open)- Manina | Daniel Quizon      | Janelle Mae Frayna |
| 2022 | No es va jugar.     |                    |                    |
| 2023 | Malolos             | Darwin Laylo       |                    |

## Grans Mestres filipins
Hi força jugadors d'escacs filipins que han aconseguit prou Elo com per esdevenir Gran Mestre d'escacs. La majoria d'aquests GM han guanyat el Campionat de les Filipines com a mínim un cop. Inclou:
- Eugene Torre - 2002
- Rosendo Balinas
- Rogelio Antonio
- Bong Villamayor
- Jayson Gonzales
- Nelson Mariano II
- Darwin Laylo - 2004, 2006
- John Paul Gómez
- Joseph Sánchez
- Mark Paragua
- Wesley So - 2011
- Rogelio "Roger" Barcenilla
- Roland Salvador
- Enrico Sevillano
- Julio Catalino Sadorra